# Cathédrale Saint-Marc d'Alexandrie
Cette  cathédrale n’est pas la seule cathédrale Saint-Marc.
La cathédrale Saint-Marc est une église située à Alexandrie, en Égypte. Elle est le siège historique du pape d'Alexandrie, le chef de l'Église copte orthodoxe.

## Histoire

### Marc l'évangéliste
La cathédrale est traditionnellement considérée comme se trouvant sur le lieu où Marc l'évangéliste aurait fondé l'Église d'Alexandrie en l'an 60[réf. nécessaire].
Marc l'évangéliste, ou saint Marc pour les chrétiens, est l'auteur du deuxième des quatre évangiles canoniques du Nouveau Testament. Il aurait fondé au Ier siècle, selon une  tradition largement remise en cause par la critique moderne, l'Église d'Alexandrie, dont il serait le premier patriarche. Celle-ci devient l'une des cinq Églises de la Pentarchie à partir du VIe siècle, lorsque l'empereur Justinien la place en troisième position derrière celles de Rome et de Constantinople. L'Église copte orthodoxe est une des héritières de cette Église.

### La cathédrale
L'église d'origine est détruite en 641 au moment de la conquête musulmane. Elle est rebâtie dans les années 680 à l'initiative du patriarche Jean III. En 828, la relique du corps de saint Marc est volée par des marins italiens qui l'emportent à Venise, seule la tête restant préservée à Alexandrie.
L'église est rasée à nouveau en 1219 pendant la cinquième croisade, puis rebâtie. 
Elle est dévastée une troisième fois en juillet 1798, au moment de la prise de la ville par l'armée française menée par Napoléon Bonaparte, et reconstruite en 1819 par le pape Pierre VII El-Gawly à l'époque du gouvernement de Méhémet Ali. De 1950 à 1952, le bâtiment est, cette fois volontairement, démoli pour être remplacé par une église plus grande et plus résistante.
L'église reçoit un dernier agrandissement entre 1985 et 1990, sous la supervision de Chenouda III, qui en double la superficie.
Le dimanche 9 avril 2017, pendant la messe des Rameaux, l'édifice est frappé par un attentat islamiste en présence du pape Théodore II. Une bombe explose à l'entrée de la cathédrale, faisant 22 morts et 41 blessés, quelques heures après qu'une autre explosion a fait 30 morts dans l'église Saint-Georges de Tanta.